# Uusijärvi (Gällivare socken, Lappland, 750404-168580)
Uusijärvi är en sjö i Gällivare kommun i Lappland och ingår i Kalixälvens huvudavrinningsområde. Sjön har en area på 0,448 kvadratkilometer och ligger 494 meter över havet. Uusijärvi ligger i Kaitum fjällurskog Natura 2000-område.

## Delavrinningsområde
Uusijärvi ingår i det delavrinningsområde (750374-168526) som SMHI kallar för Ovan 750164-168530. Medelhöjden är 503 meter över havet och ytan är 14,8 kvadratkilometer. Det finns inga avrinningsområden uppströms utan avrinningsområdet är högsta punkten. Vattendraget som avvattnar avrinningsområdet har biflödesordning 2, vilket innebär att vattnet flödar genom totalt 2 vattendrag innan det når havet efter 328 kilometer. Avrinningsområdet består mestadels av skog (52 procent) och sankmarker (43 procent). Avrinningsområdet har 0,76 kvadratkilometer vattenytor vilket ger det en sjöprocent på 5,1 procent.